# 隔都起义
第二次世界大战期间的隔都起义（又称犹太人区起义）是1941年至1943年期间一系列反抗納粹德國的武装起义的总称，发生在纳粹德国在欧洲占领区中建立不久的诸多隔都（Ghetto）中。随着1939年9月德苏入侵波兰，波兰犹太人从一开始就被纳粹当局针对。德国用了几个月的时间在波兰占领区划分了数百个隔都，强迫犹太人在这些区域中生活。建立隔都是德国将犹太人从公共生活中移除的官方计划的一部分，旨在从经济上剥削犹太人。过高的羁押人数、糟糕的卫生条件以及食物匮乏共同导致了隔都居民的高死亡率。在大多数城市中，犹太地下抵抗运动立即开始发展，但隔都化管理极大限制了抵抗运动的可用资源。
隔都抵抗战士在猶太人大屠殺最致命的阶段——纳粹于1942年发起的“莱茵哈德行动”时期武装斗争，反抗纳粹将关押的所有男女老幼遣送至滅絕營实施大规模灭杀的“最终解决方案”。

## 历史
波兰犹太人的武装抵抗在1939年时的波兰-苏联边境两侧100多个地点爆发过，绝大多数发生在波兰东部。一些起义是有组织的大规模起义，还有一些是较小规模的自发抵抗。猶太人大屠殺期间最为著名、规模最大的犹太起义是1943年4月19日至5月16日的华沙隔都起义以及同年8月的比亚韦斯托克隔都起义。在华沙隔都起义期间，56,065名犹太人被当场击毙，或是被抓捕后由大屠殺列車押送至滅絕營；华沙隔都被夷为平地。比亚韦斯托克隔都中的1万人被押上大屠殺列車、2000人被就地处决后, 隔都地下武装组织了一场大规模起义，导致该区被封锁长达一个月。有一些隔都的抵抗运动导致整个隔都被焚毁，譬如位于现在乌克兰境内的科洛梅亞隔都。在另一些起义后（譬如米佐什隔都起义），纳粹大规模射杀妇女儿童以报复犹太人起义。

## 犹太人大屠杀期间主要的隔都起义
犹太人大屠杀期间有5座大城市、45个主要城镇、5座主要集中营/灭绝营、以及至少18处劳改营发生了犹太起义。一些重要的隔都起义包括：
- 1942年9月3日拉赫瓦隔都（英语：Ghettos in Nazi-occupied Europe）起义
- 1942年10月14日米佐什隔都（英语：Mizocz Ghetto）起义
- 1943年1月10日明斯克马佐维耶斯基隔都（英语：Mińsk Mazowiecki Ghetto）囚犯暴动
- 1943年4月19日-5月16日华沙隔都起义，由猶太戰鬥組織与犹太军事联盟（英语：Zydowski Zwiazek Wojskowy）组织的大规模起义
- 1943年6月25日-30日琴斯托霍瓦隔都起义（英语：Częstochowa Ghetto Uprising）
- 1943年8月3日本津隔都起义，又称本津—索斯诺维茨隔都起义
- 1943年8月16日-17日比亚韦斯托克隔都起义（英语：Białystok Ghetto Uprising），由反法西斯军事组织（英语：Antyfaszystowska Organizacja Bojowa）发起的起义

一些其他的隔都在最终被纳粹消灭时也遇到了不同程度的武装抵抗：
- 克拉科夫隔都
- 罗兹隔都
- 利沃夫隔都
- 盧茨克隔都（英语：Łuck Ghetto）
- 马西克尼斯隔都（英语：Marcinkonys Ghetto）
- 明斯克隔都
- 平斯克隔都（英语：Pińsk Ghetto）
- 里加隔都（英语：Riga Ghetto）抵抗运动
- 索斯诺维茨隔都
- 维尔纽斯隔都联合游击队组织抵抗运动

## 注解
1. ↑  Wolf Gruner, , Cambridge University Press: 249–250, 2006  [2019-01-19], ISBN 0521838754, （原始内容存档于2017-07-30）, By the end of 1940, the forced-labor program in the General Government had registered over 700,000 Jewish men and women who were working for the German economy in ghetto businesses and as labor for projects outside the ghetto; there would be more.
2. ↑  Marek Edelman. . The Warsaw Ghetto: The 45th Anniversary of the Uprising. Literature of the Holocaust, at the University of Pennsylvania.   [2013-10-02]. （原始内容存档于2009-11-25）.
3. 1 2  . Jewish Uprisings in Ghettos and Camps, 1941–1944. Holocaust Encyclopedia. 2013-06-10  [2014-01-09]. （原始内容存档于2012-05-14）.
4. ↑  Shmuel Krakowski, , YIVO, 2010  [2019-01-19], （原始内容存档于2011-06-02）
5. ↑  . United States Holocaust Memorial Museum. 2011  [2014-01-09]. （原始内容存档于2012-01-26） –Internet Archive.
6. ↑  . Timeline of Events. United States Holocaust Memorial Museum. 2013  [2014-01-09]. （原始内容存档于2014-01-09）.
7. ↑  . Originally published by World War II magazine. 2006-06-12  [2014-09-04]. （原始内容存档于2014-11-06）. See also: Stroop Report for supplementary data.
8. ↑  Marcin Wilczek. . ZSSEDU. 2011-04-19  [2014-09-04]. （原始内容存档于2016-03-15）.
9. ↑  Sara Bender. . The End of the Ghetto (UPNE). 2008: 253–263  [2019-01-19]. ISBN 1584657294. （原始内容存档于2018-11-05） –Google Books preview.
10. ↑  . Holocaust Encyclopedia. Holocaust Memorial Museum, Washington DC. 2012  [2014-01-09]. （原始内容存档于2012-10-28）.
11. ↑  Eve Nussbaum Soumerai, Carol D. Schulz, Daily Life During the Holocaust （页面存档备份，存于）, p. 124. ISBN 0313353093.
12. ↑  Photographs of the Mizocz shootings （页面存档备份，存于） in the USHMM collection (No. 17876, 17877, （页面存档备份，存于） 17878 （页面存档备份，存于）, 17879). Retrieved 26 October 2015.
13. ↑  United States Holocaust Memorial Museum,  (PDF), The Miles Lerman Center for the Study of Jewish Resistance, p. 6 of 56 in current document,   [2019-01-19], （原始内容存档 (PDF)于2017-08-29）.
14. ↑   (PDF file, direct download 169 KB). Yad Vashem. 2013  [2014-01-09]. （原始内容存档 (PDF)于2013-07-18）.